# Benedikte Dahl
Benedikte Dahl Jensen, född 13 juni 1954, är en dansk skådespelare och psykolog. Benedikte Dahl är främst känd för rollen som den vuxna Ellen Skjern i TV-serien Matador. Hon medverkade också i några revyer: Randers lige nu (1981) på Hotel Kongens Ege i Randers, Blokhus-revyen (1982) och Liseleje Revyen (1985).
Benedikte Dahl slutade verka som skådespelare och började istället arbeta som psykolog i Randers.

## Filmografi
- 1981 - Matador (TV-serie)
- 1982 - Frøken Jensens pensionat (TV-serie)